# ギョクハン・トレ
ギョクハン・トレ（Gökhan Töre, トルコ語発音: [ɟø̞cˈhän ˈtø̞ɾɛ], 1992年1月20日 - ）は、ドイツ・ケルン出身の元トルコ代表サッカー選手。アダナ・デミルスポル所属。ポジションは攻撃的MF、ウイング。

## 経歴

### クラブ
トルコのサムスンから移住したトルコ人の両親の下、1992年に3兄弟の長男としてドイツのケルンに生まれる。SVアドラー・デルブリュック (SV Adler Dellbrück) を経て、バイエル・レバークーゼンの下部組織でプレーしていたところをプレミアリーグ (イングランド1部) のチェルシーFCのフランク・アルネセンスカウト部長の目に留まり、2009年2月1日に3年半契約で引き抜かれると、2010-11シーズンは大半をリザーブチームで過ごし、プレミアリザーブリーグサウスディビジョン及びプレーオフ優勝に貢献した。リザーブでは、ミラン・ラルコヴィッチと共にチーム最多となる16試合に出場して4得点を記録していたが、トップチームでは13試合にベンチ入りを果たすも起用されることはなく、2011-12シーズン開幕前のクリスタル・パレスFCとの親善試合でダニエル・スタリッジとの交代によって63分からトップチーム初出場を飾った。
チェルシーでスポーツディレクターも務めていたアルネセンがブンデスリーガ (ドイツ1部) のハンブルガーSVの幹部に就任した影響から両クラブで取引が頻繁に行われるようになり、ヤコポ・サーラ、マイケル・マンシェンに次ぐ3人目の選手として、2011年6月6日にハンブルガーと3年契約を締結した。同年7月30日にマルシュヴェーク・シュタディオンで行われたVfBオルデンブルクとのDFBポカール1回戦で公式戦、8月6日のボルシア・ドルトムントとの2011-12シーズン開幕戦においてリーグ戦初及び先発出場を飾り、以来、17試合で6アシストを記録する活躍を見せていたが、1月の中断期間中のスポルティング・ロケレンとの親善試合において半月板を損傷したことで、4週間から6週間の離脱を余儀なくされ、最終的に22試合の出場に留まった。
2012年7月26日にロシア・プレミアリーグ (1部) のFCルビン・カザンに4年契約で移籍したものの、僅かリーグ戦5試合の出場に留まり、2013年6月にはスュペル・リグ (トルコ1部) のベシクタシュJKへ2013-14シーズン終了までの期限付き移籍に出される。本拠地でのトラブゾンスポル戦 (2-0) において、初出場初得点を挙げる好調な滑り出しとなると、8月27日の敵地でのカイセリ・エルジイェススポル戦 (4-2) でも得点を挙げる等、レギュラーとしてプレーした結果、2014年8月8日に移籍金450万ユーロの5年契約でベシクタシュに完全移籍を果たした。

### 代表
2007年からトルコ代表の年代別で活動しているトレは、U-17フランスとの準決勝まで進出したチームの一員としてUEFA U-17欧州選手権2008に参加し、準決勝にも41分まで出場する。17歳の時には、2009年9月のUEFA U-21欧州選手権2011予選に招集され、U-21ジョージア戦において、トゥナイ・トルンと交代で36分から出場する。
クラブでの練習をA代表を率いるフース・ヒディンク監督が視察した際にパフォーマンスが気に入られてA2代表に招集されると、2011年5月には6月のUEFA EURO 2012予選ベルギー戦に向けてA代表に初招集され、同年8月10日のエストニア戦において初出場を飾った。

#### 拳銃問題
2013年10月の2014 FIFAワールドカップ・ヨーロッパ予選でのオランダ戦後、代表チームの宿泊するホテルに友人を連れて押しかけると、部屋でハカン・チャルハノールとエメル・トプラクを拳銃で脅したと報じられる。しかし、これに対して被害者の1人であるチャルハノールは、TV出演した際に拳銃で脅してきたのはトレの連れであり、原因はトプラクの友人とトレの元恋人にあったと真相を明かしている。

## 個人成績

### クラブでの成績
2016年7月11日現在
| 所属クラブ       | シーズン         | リーグ           | リーグ | リーグ | カップ | カップ | 国際大会 | 国際大会 | 合計 | 合計 |
| 所属クラブ       | シーズン         | 所属リーグ       | 出場   | 得点   | 出場   | 得点   | 出場     | 得点     | 出場 | 得点 |
| ---------------- | ---------------- | ---------------- | ------ | ------ | ------ | ------ | -------- | -------- | ---- | ---- |
| ハンブルガー     | 2011-12          | ブンデスリーガ   | 22     | 0      | 2      | 0      | -        | -        | 24   | 0    |
| ハンブルガー     | 合計             | 合計             | 22     | 0      | 2      | 0      | -        | -        | 24   | 0    |
| ルビン・カザン   | 2012-13          | プレミアリーグ   | 5      | 0      | 0      | 0      | 2        | 0        | 7    | 0    |
| ルビン・カザン   | 合計             | 合計             | 5      | 0      | 0      | 0      | 2        | 0        | 7    | 0    |
| ベシクタシュ     | 2013-14          | スュペル・リグ   | 30     | 4      | 1      | 0      | 2        | 0        | 33   | 4    |
| ベシクタシュ     | 2014-15          | スュペル・リグ   | 28     | 4      | 3      | 1      | 12       | 4        | 43   | 9    |
| ベシクタシュ     | 2015-16          | スュペル・リグ   | 24     | 4      | 6      | 1      | 5        | 1        | 35   | 6    |
| ベシクタシュ     | 合計             | 合計             | 82     | 12     | 10     | 2      | 19       | 5        | 111  | 19   |
| キャリア通算成績 | キャリア通算成績 | キャリア通算成績 | 109    | 12     | 12     | 2      | 21       | 5        | 142  | 19   |

### 代表での成績
出典:
| トルコ代表 | トルコ代表 | トルコ代表 |
| 年         | 出場       | 得点       |
| ---------- | ---------- | ---------- |
| 2011       | 7          | 0          |
| 2012       | 6          | 0          |
| 2013       | 6          | 0          |
| 2014       | 3          | 0          |
| 2015       | 4          | 0          |
| Total      | 26         | 0          |

## 獲得タイトル

### クラブ
チェルシー
- プレミアリザーブリーグ : 2010-11
- FAユースカップ : 2009-10

ベシクタシュ
- スュペル・リグ : 2015-16, 2020-21
- テュルキエ・クパス : 2020-21